# Технології боротьби зі спамом
Для запобігання спаму в електронній пошті (небажані масові розсилки) застосовуються різні методи боротьби зі спамом.
Жодна метода не є гарантованим вирішенням проблеми спаму.
Методи боротьби зі спамом можна розділити на чотири категорії: ті, що вимагають дій окремих осіб, ті, які можуть бути автоматизовані адміністраторами електронної пошти, ті, які можуть бути автоматизовані відправниками електронної пошти, й такі, якими користуються дослідники та працівники правоохоронних органів.

## Методи фільтрації для кінцевих споживачів
Існує низка методів, якими користуються люди, щоб обмежити доступність своїх адрес електронної пошти, з метою зменшити шанси на отримання спаму.

### Розсудливість
Спільний доступ до електронної адреси лише серед обмеженої групи кореспондентів — це один зі способів обмежити ймовірність того, що на електронну адресу буде надіслано спам. Аналогічно, надсилання повідомлень до обмеженого числа адресантів, які не знають один одного, їхні адреси можна помістити у поле bcc (приховане поле), щоб кожен одержувач не отримав список електронних адрес інших одержувачів.

### Обмін адресами
Адреси електронної пошти, розміщені на вебсторінках, Usenet або в чатах, вразливі до збирачів електронної адреси. Зміна адрес — це маскування адреси електронної пошти, щоб запобігти її автоматичному, що дозволяє читачеві зрозуміти, що це за адреса. Наприклад, «example@example.com» можна записати як «example ет example крапка ком». Схожа техніка — відображати всю або частину адреси електронної пошти у вигляді зображення або у вигляді змішаного тексту із порядком символів, відновлених за допомогою CSS.

### Уникати відповіді на спам
Поширена порада — не відповідати на спам-повідомлення оскільки спамери розцінюють відповідь як підтвердження того, що електронна адреса є дійсною. Аналогічно, багато спам-повідомлень містять вебпосилання або адреси, за якими користувач може «відписатися», які натомість лише підтвердять, що пошта правильна.

### Контактні форми
Підприємства та приватні особи іноді уникають оприлюднення електронної адреси, просячи звертатися до них через «контактну форму» на сайті, яка потім зазвичай передає інформацію електронною поштою. Такі форми іноді незручні для користувачів, оскільки вони не в змозі використовувати бажаний клієнт електронної пошти, ризикують ввести неправильну адресу і зазвичай не бачать, чи були проблеми з доставкою.
У деяких випадках контактні форми також надсилають повідомлення на електронну адресу, вказану користувачем. Це дозволяє використовувати контактну форму для надсилання спаму.

### Вимкнути HTML в електронній пошті
Багато сучасних поштових програм містять функції веббраузера, такі як відображення HTML, URL-адрес та зображень.
Уникнення або відключення цієї функції не допомагає уникнути спаму. Однак, може бути корисним, щоб уникнути деяких проблем, якщо користувач відкриє спам-повідомлення. Поштові клієнти, які автоматично не завантажують та не показують HTML, зображення чи вкладення, мають менший ризик, як і клієнти, які налаштовані не відображати їх за замовчуванням.

### Одноразові електронні адреси
Користувачеві електронної пошти іноді може знадобитися надати адресу сайту без повної впевненості, що власник сайту не використовуватиме його для спаму. Один із способів зменшити ризик — надати одноразову електронну адресу, яку користувач може відключити або відмовитись від неї, і яка пересилає електронну пошту на реальну адресу. Такі адреси можуть бути видалені вручну, можуть закінчитися через певний час або після певної кількості листів. Одноразові адреси електронної пошти можуть використовуватись користувачами для відстеження, чи розкрив адресу власника сайт або порушив безпеку.

### Скарги на спам
Скарги на спамерів можуть дозволити виявляти масових спамерів і забороняти їхню діяльність або притягати їх до кримінальної відповідальності. На жаль, відстежувати спамерів може бути важко.